# Carlos Borja
Carlos Borja Morca (Guadalajara, 23 maggio 1913 – Guadalajara, 25 novembre 1982) è stato un cestista messicano.

## Carriera
Ha vinto la medaglia di bronzo con il Messico alle Olimpiadi di Berlino 1936, giocando sei partite.